# Ratkovské Bystré
Ratkovské Bystré és un poble i municipi d'Eslovàquia que es troba a la regió de Banská Bystrica.

## Història
La primera menció escrita de la vila es remunta al 1413.

## Demografia
| Godina             | 1994 | 2004    | 2014   | 2024    |
| ------------------ | ---- | ------- | ------ | ------- |
| Nombre de persones | 466  | 402     | 365    | 289     |
| Diferència         |      | −13,73% | −9,20% | −20,82% |

| Godina             | 2023 | 2024   |
| ------------------ | ---- | ------ |
| Nombre de persones | 294  | 289    |
| Diferència         |      | −1,70% |